# Mon frère (chanson de Maxime Le Forestier)
Pour les articles homonymes, voir Mon frère.
 (mars 2018).
Si vous disposez d'ouvrages ou d'articles de référence ou si vous connaissez des sites web de qualité traitant du thème abordé ici, merci de compléter l'article en donnant les références utiles à sa vérifiabilité et en les liant à la section « Notes et références ».
Pistes de Mon frère
Éducation sentimentale
Mon frère est une chanson de Maxime Le Forestier sortie en single en juin 1971 puis publiée en 1972 dans l'album Mon frère. Il en est l'auteur et le compositeur. Écrite avant de découvrir qu'il avait vraiment un frère, Jérôme, en Angleterre.